# Potok Petrela
Potok Petrela (ang. Petrel Creek) - potok na Wyspie Króla Jerzego, rozpoczyna bieg na wysokości 35 m n.p.m. przy wschodniej krawędzi lodowca Kopuła Warszawy między odchodzącymi od niego lodowcami: Ekologii i Sfinksa. Biegnie wzdłuż północnego skraju Wzgórz Ratowników, po czym wpada do Zatoki Suszczewskiego przy Przylądku Llano. Nazwa pochodzi od występujących tam kolonii petrela olbrzymiego. Potok znajduje się na terenie Szczególnie Chronionego Obszaru Antarktyki "Zachodni brzeg Zatoki Admiralicji" (ASPA 128).